# Potameia reticulata
Potameia reticulata är en lagerväxtart som beskrevs av André Joseph Guillaume Henri Kostermans. Potameia reticulata ingår i släktet Potameia och familjen lagerväxter. Inga underarter finns listade i Catalogue of Life.